# Wikidata
Wikidata es una base de conocimientos editada en colaboración y alojada por la Fundación Wikimedia. Tiene el objetivo de proporcionar una fuente común de datos que puedan ser utilizados por proyectos de Wikimedia como Wikipedia, y por cualquier otra persona, bajo una licencia CC0 de dominio público. Esto es similar a la forma en que Wikimedia Commons proporciona almacenamiento para archivos multimedia y acceso a estos archivos para todos los proyectos de Wikimedia. Wikidata funciona y opera con el software Wikibase.
Hacia principios de 2023, Wikidata contaba con 1540 millones de declaraciones de elementos (tripleta semántica).

## Conceptos

Diagrama con los términos más utilizados en Wikidata

Wikidata es una base de datos documental, enfocada en elementos. Cada elemento representa un término (o una página administrativa utilizada para mantener Wikipedia) y se identifica con un número único, con el prefijo Q (por ejemplo, el identificador para «Enciclopedia» es «Q5292»), conocido como "QID". Esto permite que la información básica requerida para identificar el término que cubre el elemento se traduzca sin favorecer ningún idioma.
Un elemento puede tener una o más declaraciones. La información se agrega a los elementos mediante la creación de declaraciones, en forma de pares clave-valor y cada declaración consiste en una propiedad (la clave) y un valor vinculado a la propiedad.

## Historia del desarrollo
Wikidata fue lanzada el 29 de octubre de 2012 y fue el primer proyecto nuevo de la Fundación Wikimedia desde 2006.
La creación del proyecto fue financiada por donaciones del Instituto Allen para la Inteligencia Artificial, la Fundación Gordon y Betty Moore y Google Inc., sumando en total 1,3 millones de euros. El desarrollo inicial del proyecto está siendo supervisado por Wikimedia Deutschland, y se ha dividido en tres fases:
1. Centralizar los enlaces interlingüísticos —enlaces entre artículos sobre el mismo tema en diferentes idiomas—.
2. Proporcionar un lugar central para la información de las fichas de todas las Wikipedias.
3. Crear y actualizar listas de artículos basados en datos de Wikidata.

### Fase 1
La primera fase se lanzó el 29 de octubre de 2012. Esto habilitó que se crearan elementos y que pudieran ser rellenados con información básica; una etiqueta (un nombre o título), un alias (un nombre alternativo a la etiqueta), una descripción y enlaces interlingüísticos para artículos de Wikipedia.
El 14 de enero de 2013, la Wikipedia en húngaro fue la primera Wikipedia en utilizar los enlaces interlingüísticos de Wikidata. Esta funcionalidad después fue extendida a la versión hebrea e italiana el 30 de enero y a la versión inglesa el 11 de febrero. El cambio afecta al resto de Wikipedias desde el 6 de marzo de 2013.

### Declaraciones y acceso a datos
Los primeros aspectos de la segunda fase comenzaron el 4 de febrero de 2013, introduciendo pares de claves y valores para entradas de Wikipedia. Los valores se limitaron inicialmente a dos tipos de datos (elementos e imágenes en Wikimedia Commons), con más tipos de datos (como coordenadas y fechas) para seguir más adelante. El primer nuevo tipo, cadena, se implementó el 6 de marzo.
El 27 de marzo de 2013, la segunda fase comenzó a funcionar en 11 Wikipedias, luego el 22 de abril se incluyó a la Wikipedia en inglés y el 24 de abril de 2013, se extendió a las demás Wikipedias, pudiendo así incluir datos desde Wikidata, en aquellas entradas de Wikipedia (sin importar el idioma) en cuyos correspondientes contenidos esa información se encontrara omitida.

### Servicio de consulta y otras mejoras
El 7 de septiembre de 2015, la Fundación Wikimedia anunció el lanzamiento del Servicio de Consulta de Wikidata, que permite a los usuarios ejecutar consultas sobre los datos contenidos en Wikidata. El servicio utiliza SPARQL como lenguaje de consulta. A partir de noviembre de 2018, hay al menos 26 herramientas diferentes que permiten consultar los datos de diversas formas. Utiliza Blazegraph como su triplestore y base de datos orientada a grafos.
En 2021, Wikimedia Deutschland lanzó un constructor de consultas basado en formularios que permite a las personas que no saben cómo usar SPARQL escribir una consulta.

## Recepción
En noviembre de 2014, Wikidata recibió el Premio Open Data Publisher del Open Data Institute "por su escala y apertura integrada".
En diciembre de 2014, Google anunció que cerraría Freebase en favor de Wikidata.
Hasta noviembre de 2018, la información de Wikidata se utilizaba en el 58,4% de todos los artículos de la Wikipedia en inglés, principalmente para identificadores externos o ubicaciones coordenadas. En general, los datos de Wikidata se muestran en el 64% de todas las páginas de las Wikipedia, el 93% de todos los artículos de Wikivoyage, el 34% de todas las citas de Wikiquote, el 32% de todas las fuentes de Wikisource y el 27% de Wikimedia Commons.
Hasta diciembre de 2020, los datos de Wikidata fueron visualizados por al menos 20 herramientas externas y se han publicado más de 300 artículos sobre Wikidata.
El conjunto de datos estructurados de Wikidata ha sido utilizado por asistentes virtuales como Siri de Apple y Amazon Alexa.

## Abstract Wikipedia y Wikifunctions
La  Abstract Wikipedia es una extensión conceptual de Wikidata mediante la cual se podrán crear y mantener artículos de Wikipedia de forma independiente del idioma. Una Wikipedia en un idioma particular puede traducir este artículo independiente del idioma a su idioma. El código hace la traducción.
Wikifunctions es un nuevo proyecto de Wikimedia que permite a cualquiera crear y mantener código. Esto es útil de muchas maneras diferentes. Proporciona un catálogo de todo tipo de funciones que cualquiera puede escribir, mantener y utilizar. También proporciona código que traduce el artículo independiente del idioma de la Wikipedia Abstract al idioma de una Wikipedia. Esto permite a todo el mundo leer el artículo en su idioma. Las wikifunciones utilizarán el conocimiento sobre palabras y entidades de Wikidata.

## Logo
Las barras del logotipo contienen la palabra "WIKI" codificada en código morse.